# Skeiðará
Le Skeiðará est un torrent glaciaire d'Islande d'environ trente kilomètres de longueur prenant sa source des eaux de fonte du glacier Skeiðarárjökull et se jetant dans l'océan Atlantique.

## Géographie
Le Skeiðará est situé dans le sud de l'Islande, dans la municipalité de Hornafjörður de la région d'Austurland.
Il prend sa source sur le front oriental du Skeiðarárjökull, une langue glaciaire se détachant du Vatnajökull. Une fois passé les moraines frontales de ce glacier, il s'écoule vers le sud et reçoit les eaux de la rivière Morsá sur sa rive gauche. Il traverse alors le Skeiðarársandur, la plaine s'étirant entre le Vatnajökull au nord et l'océan Atlantique au sud, en prenant la forme d'un cours d'eau en tresses. Après une course d'une trentaine de kilomètres, il se jette dans l'océan en trois embouchures.
Les rives de la rivière ne sont pas habitées ou aménagées, les seules constructions à proximité étant un pont qui l'enjambe au début de son cours et emprunté par la route 1.

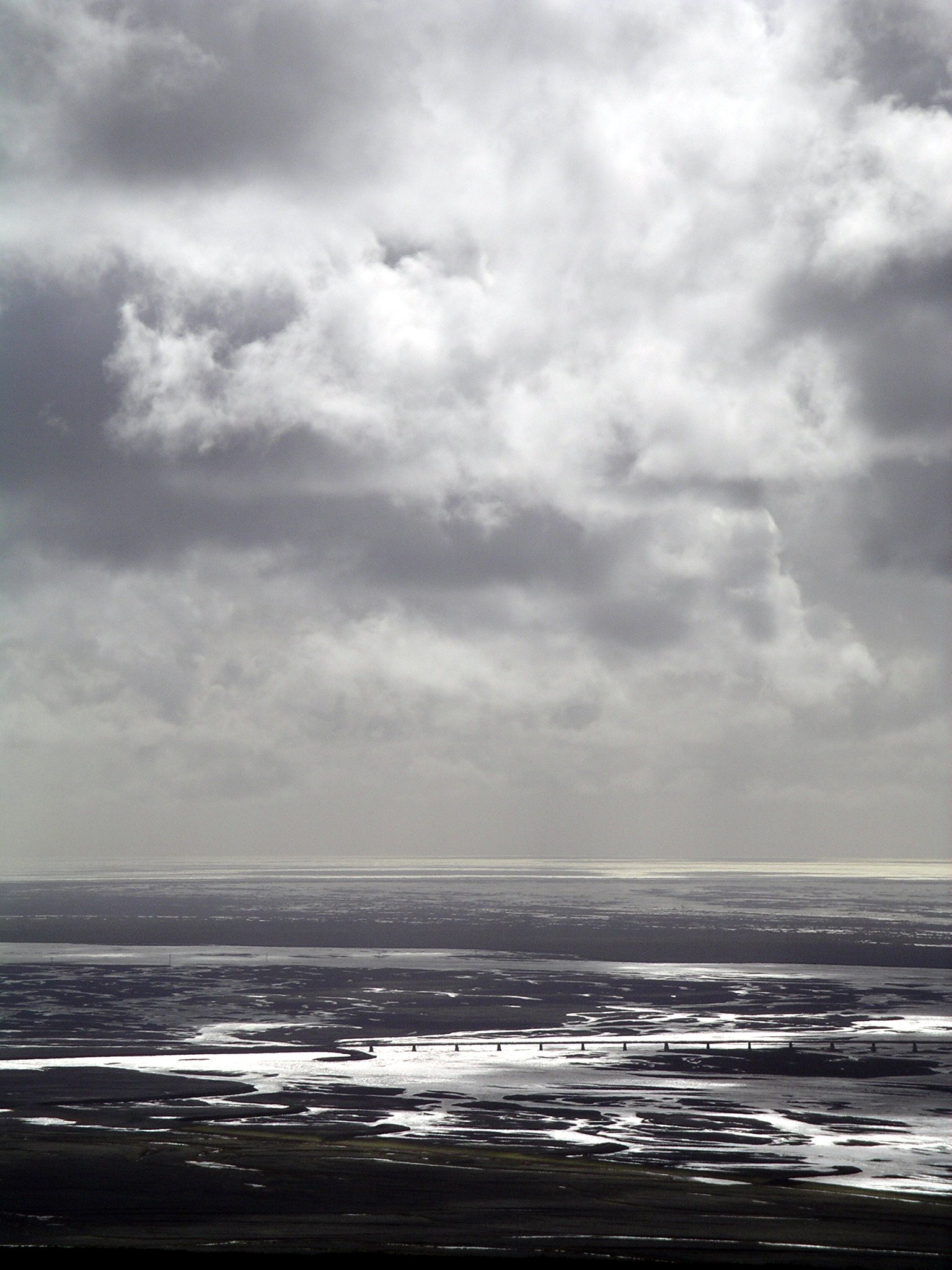
Vue du Skeiðarársandur avec le Skeiðará enjambé par le pont de la route 1.